# Sessions (The Beatles)
Sessions è un album raccolta dei Beatles che sarebbe dovuto uscire nel 1985, ma non è mai stato realizzato.
Il progetto, contenente brani inediti o in versioni differenti da quelle già pubblicate, venne bloccato dai Beatles ancora in vita e da Yōko Ono. Dieci anni dopo i brani vennero inseriti nella collana Anthology.

## Le canzoni
- Come and Get It: un demo registrato dal solo McCartney per i Badfinger, ai quali aveva offerto la canzone
- Leave My Kitten Alone: uno scarto dalle sessioni di Beatles for Sale
- Not Guilty: uno scarto dalle sessioni del White Album
- I'm Looking Through You: una versione alternativa con battiti di mani
- What's the New Mary Jane: uno scarto dalle sessioni del White Album
- How Do You Do It?: la registrazione della canzone che George Martin volveva pubblicare come primo singolo dei Beatles
- Bésame mucho: dal provino dei Beatles per la EMI
- One After 909: la prima versione, registrata assieme al singolo From Me to You/Thank You Girl, sei anni prima della versione di Let It Be[2]
- If You've Got Trouble: uno scarto dalle sessioni di Help!, cantato da Ringo Starr
- That Means a Lot: uno scarto dalle sessioni di Help!
- Mailman, Bring Me No More Blues: uno scarto dalle sessioni di Get Back
- Christmas Time (Is Here Again): gli auguri di Natale 1967 della band per i loro fan

## Tracce
1. Come and Get It (McCartney)
2. Leave My Kitten Alone (John/Turner/McDougal)
3. Not Guilty (Harrison)
4. I'm Looking Through You (Lennon-McCartney)
5. What's the New Mary Jane (Lennon-McCartney)
6. How Do You Do It? (Murray)
7. Besame Mucho (Velázquez)
8. One After 909 (Lennon-McCartney)
9. If You've Got Trouble (Lennon-McCartney)
10. That Means a Lot (Lennon-McCartney)
11. Mailman, Bring Me No More Blues (Roberts-Katz-Clayton)
12. Christmas Time (Is Here Again) (Harrison-Lennon-McCartney-Starkey)